# الكماشة (فلم)
الكماشة فيلم مصري تم إنتاجه عام 1987 في مصر. مدة الفيام 94 دقيقة.

## ملخص القصة
عقيد محمود سليمان عزوز (محمود ياسين) متزوج من سوزى (دينا) ابنة عارف طلبه
(نظيم شعراوى). لايشعر محمود بأى عاطفة نحو زوجته ولذلك فهو دائم الغياب عن
المنزل بسبب عمله في مكتب مكافحة المخدرات ولا تمل زوجته من الشكوى من غيابه 
الدائم.وفي إحدى العمليات يتنكرمحمود في شخصية رجل يطلب عملا في محل كشرى
تملكه نعمه (بوسى)بعد ان زكاه لديها عم زهران (عبد المنعم إبراهيم)مرشدالبوليس بسبب 
ما عاناه من سطوة تاجر المخدرات حسان (حمزه الشيمى) صاحب القهوة. وقد تم زرع 
الصول عبد الحميد (عبد الحميد المنير) بمحل الكشرى تحت اسم عصفور. عمل محمود 
بالمحل وقام بحماية نعمه من عصابة حسان وشريكته ست الحسن (شويكار) التي تريد 
توسيع مخزنها الملاصق لمحل الكشرى باقتطاع جزء منه وضمه للمخزن. يحاول حسان
وزوجته جمالات (ميمى جمال) ضم محمود إلى عصابتهم بعد ان علموا انه مسجون 
مخدرات سابق وينجحوا في ضمه للعصابه.طلب جعفر (سامى العدل)شقيق ست الحسن
والذراع اليمنى لزعيم العصابة عارف طلبه والدزوجة محمودالذى يجهل نشاط حماه عمل
تحريات عن محمود سليمان من بلده السويس. أعجبت نعمه بمحمود وبدأت تحبه فهى
وحيده لا ظهر لها ومحمود إعانها على أعداءها. صارحت نعمه محمود بحبها وطلبت منه
ان يتزوجها ولكنه أجل موضوع الزواج نظرا للفارق الاجتماعى بينهم فهى صاحبة محل
وهو يعمل لديها. وصلت التحريات إلى جعفر بأن محمود ضابط بوليس منتحل شخصية 
متوفى يحمل نفس الاسم فقبض عليه وسجنه في مخزنه وإختطف نعمه وابلغها بحقيقة
محمود وحبسها معه وحاول الانتقام منه بأن جعل هنداوى (عبد الله مشرف) أحد أفراد
العصابة ان يغتصب نعمه امام عينيه ثم قيدوها بجواره. اخبر جعفر زعيم العصابة عارف
بيه باسم الضابط فعلم انه زوج إبنته وقال لازم أذله زى ما أذل بنتى وطلب منهم قتله. 
استطاعت نعمه ان تفك قيودها وقيود محمود فذهب بها إلى منزل عصفور وخبأها هناك
وأرسل مع الصول عصفورإستقالته من البوليس حتى يتفرغ للانتقام من العصابة بحريته. 
استطاع محمود السطو على منزل ست الحسن وقيدها وهددها بالموت فأخبرته ان زعيم
العصابة هو حماه عارف بيه. توجه حسان إلى عارف بيه ليحتمى به فقتله حتى لاينكشف
أمره ثم حاول قتل جعفر ولكن جعفر عاجله بطلق نارى أصابه وجاء محمود وأطلق النار 
على جعفر فقتله وقبض على عارف بيه وسلمه للشرطه التي حضرت وقبضت على الجميع
وطلق محمود زوجته وتزوج من نعمه. 

## أبطال الفيلم
- محمود ياسين بدور محمود
- بوسي بدور نسمه
- ميمي جمال بدور جمالات
- نظيم شعراوي
- شويكار بدور ست الحسن
- سامي العدل
- عبدالمنعم إبراهيم بدور زهران
- حمزة الشيمي بدور المعلم حسان
- دينا
- عبدالله مشرف بدور هنداوي
- سيد صادق بدور مسعد
- محمد الصاوي (ممثل)
- عبدالحميد المنير بدور عصفور
- زوزو نبيل
- حسن كامل
- حللي محمد

## طاقم العمل
- سنير أحمد   (قصة وسيناريو وحوار)
- [[ محمد خميس ]_ مدير الإنتاج
- عبداللطيف زكي مخرج
- اشرف فايق مساعد مخرج ثان]]
- محمود حسن محرج مساعد
- محمود حسنين مخرج مساعد
- خالد الطويلة سكريبت
- اسيا محمود   (م. مونتاج)
- سامر إسلام   (مونتاج بوزتيف)
- كمال فهمي   (نيجاتيف)
- سلوى بكير   (مونتير)
- سميره أحمد منتج
- صفوت غطاس منتج
- افلاح حسين السعداوي إنتاج
- صلاح حسن مدير الإنتاج
- جميل عزيز مدير الصوت
- إبراهيم طاهر م مكساج
- هيام محمد م مكساج
- [[أمينه كامل] م مكساج
- محمد سليمان م ممساج
- محمد مميش تصحيح الألوان
- صلاح عبدالحليم مدير عام معمل المدينة
- سعد عبدالرحمن مدير قطاع المعامل
- معامل مدينة السينما الطبع والتحميض
- عادل عبدالحميد تصحيح الألوان
- مجدي خلف كوافير
- سعد محمد علي كوافير
- كمال عبدالحق م ماكيير
- محمد عشوب ماكيير
- علي أيوب ريجيسير)
- جمال صالح   م. ريجيسير
- عمرو عزت   (كلاكيت)
- سهير بدوي (منفذة الديكور)
- رشدي حامد   (مهندس الديكور)
- جمال عجمي   (إكسسوار)
- محسن أحمد   (مدير التصوير)
- بدوي تركي   (م. مصور)
- فاطمة عبيد   (ملابس)
- محمد حنفي   (ملابس)
- [محمد إبراهيم]]   (مصور فوتوغرافي)
- محمد قناوي   (مصور فوتوغرافيا)
- فريد عبدالحي   (مؤثرات حية)
- مصطفى الطوخي   (المعارك)
- محمد هلال لموسيقى التصويرية)

## وصلات خارجية
- مقالات تستعمل روابط فنية بلا صلة مع ويكي بيانات